# Krzysztof Szewior
Krzysztof Szewior – polski politolog, profesor nauk społecznych, wykładowca na Wydziale Nauk Politycznych i Studiów Międzynarodowych Uniwersytetu Warszawskiego. Badacz polityki społecznej, w szczególności niemieckiej.

## Kariera naukowa
W dniu 26 czerwca 1998 r. uzyskał na Wydziale Nauk Społecznych Uniwersytetu Wrocławskiego stopień doktora nauk humanistycznych w zakresie nauk o polityce na podstawie pracy Polityka socjalna w Niemczech w latach 1945-1949, której promotorem był Jerzy Rymarczyk. 30 marca 2007 r. uzyskał na tym samym wydziale stopień doktora habilitowanego nauk humanistycznych w dyscyplinie nauk o polityce na podstawie dorobku naukowego i rozprawy Kobiety w szkolnictwie Republiki Federalnej Niemiec w latach 1969-1998. 7 września 2023 r. otrzymał tytuł naukowy profesora nauk społecznych. 
Wykładał na Uniwersytecie Wrocławskim i w Dolnośląskiej Szkole Wyższej. Na Uniwersytecie Warszawskim początkowo należał do kadry naukowo-dydaktycznej Instytutu Europeistyki UW, a po reorganizacji wydziału z 2019 r. wszedł w skład zespołu Katedry Polityk Unii Europejskiej. 
Jest członkiem Komitetu Nauk Politycznych Polskiej Akademii Nauk, a także Polskiego Towarzystwa Nauk Politycznych i Polskiego Towarzystwa Ewaluacyjnego. Zasiadał w Polskiej Komisji Akredytacyjnej, gdzie był m.in. przewodniczącym Zespołu Nauk Społecznych i Prawnych, a także członkiem Prezydium Komisji.